# Johann Baptist von Weiß

Johann Baptist von Weiß

Johann Baptist von Weiß (* 17. Juli 1820 in Ettenheim, Baden; † 8. März 1899 in Graz, Steiermark) war ein deutscher Historiker, Schriftsteller und Hochschullehrer. Bekannt wurde er durch seine 22-bändige Weltgeschichte und andere historische Arbeiten.

## Leben
Obwohl er aus  einfachen Verhältnissen stammte, konnte Weiß das Lyceum in Freiburg besuchen und in Tübingen, Heidelberg und München studieren. 1844 übernahm er eine Lehrerstelle für französische und englische Sprache an der Höheren Bürgerschule in Freiburg. Nach der Revolution von 1848, während der er für eine großdeutsche Lösung eintrat und sich gegen die Badische Republik wendete, übernahm Weiß die Redaktion der Freiburger Zeitung. 1854 erfolgte die Berufung als Professor an die Karl-Franzens-Universität Graz. Dort begann er seine Weltgeschichte zu schreiben, an der er bis zu seinem Tod arbeitete. Weitere Arbeiten sind die Geschichte Alfreds des Großen (1852), Geschichte des Herzogthums Steiermark (1860), die Geschichte der deutschen Volkstrachten im Mittelalter (1865) und Byzantinische Geschichten (1872).
Kaiser Franz Joseph I. ernannte ihn zum lebenslangen Mitglied des Herrenhauses, erhob ihn in den persönlichen Adelsstand und verlieh ihm mehrere Orden. Papst Pius IX. zeichnete ihn mit dem Gregoriusorden aus. In seiner Heimatstadt Ettenheim ist eine Straße nach ihm benannt.

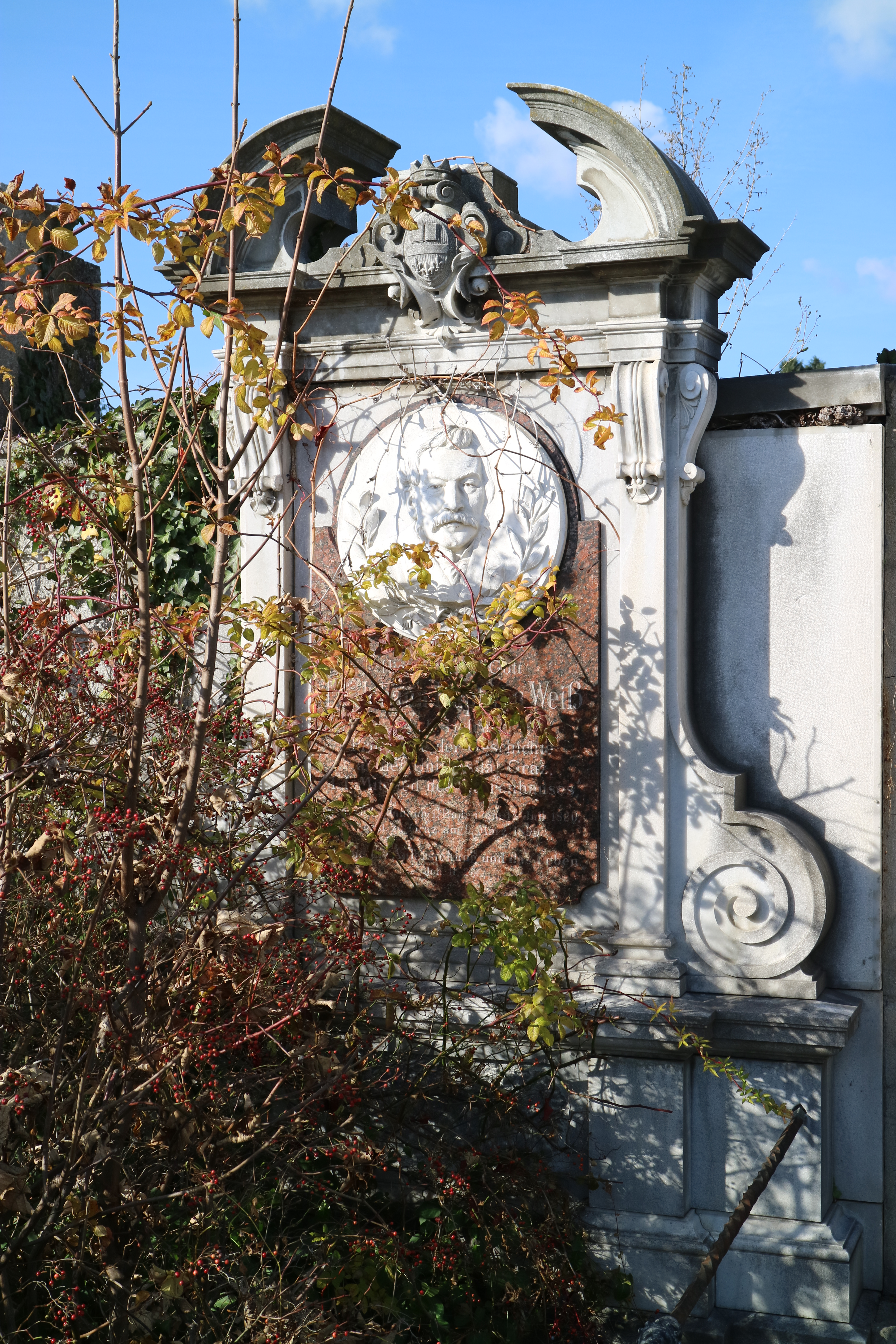
Grab auf dem Stadtfriedhof St. Peter

## Werke (Auswahl)
- Lehrbuch der Weltgeschichte. 1,1, Die vorchristliche Zeit, 1. Hälfte: die Sinesen, die Aegypter, Babel und Assur, die Phoeniker, die Nordarier. 2. Aufl. Braumüller, Wien 1876. (Digitalisat)
- Lehrbuch der Weltgeschichte. 1,2, Die vorchristliche Zeit, 2. Hälfte: Die Griechen. Die Römer.2. Aufl. Braumüller, Wien 1876. (Digitalisat)
- Lehrbuch der Weltgeschichte. 2,1, Die christliche Zeit, I. 1. Hälfte: das römische Reich, das Christenthum, die Völkerwanderung, Perser und Byzantiner. 2. Aufl. Braumüller, Wien 1878. (Digitalisat)
- Lehrbuch der Weltgeschichte. 2,2, Die christliche Zeit, I., 2. Hälfte: der Islam und das Reich der Chalifen, Karl der Große, das römische Reich deutscher Nation, die Bekehrung des Nordens, der Kirchenstreit, der erste Kreuzzug. 2. Aufl. Braumüller, Wien 1878. (Digitalisat)
- Lehrbuch der Weltgeschichte. 3,1, Die christliche Zeit, II., 1. Hälfte: das Zeitalter der Kreuzzüge. Braumüller, Wien 1868. (Digitalisat)
- Lehrbuch der Weltgeschichte. 3,2, Die christliche Zeit, II., 2. Hälfte: das Mittelalter in seinem Ausgang. 2. Aufl. Braumüller, Wien 1879. (Digitalisat)
- Lehrbuch der Weltgeschichte. 4,1, Die neuere Zeit. 1. Hälfte: die Entdeckung Amerikas, das Zeitalter der Reformation. Braumüller, Wien 1870. (Digitalisat)
- Lehrbuch der Weltgeschichte. 4,2, Die neuere Zeit. 2. Hälfte: die Entdeckung Amerikas, das Zeitalter der Reformation. Braumüller, Wien 1870. (Digitalisat)
- Lehrbuch der Weltgeschichte. 5,1, Die neuere Zeit II., 1. Hälfte: der dreißigjährige Krieg, die englische Revolution, das Zeitalter Ludwigs XIV. und Kaiser Leopolds I. Braumüller, Wien 1872. (Digitalisat)
- Lehrbuch der Weltgeschichte. 5,2. Die neuere Zeit II., 2. Hälfte: der dreißigjährige Krieg, die englische Revolution, das Zeitalter Ludwigs XIV. und Kaiser Leopolds I. Braumüller, Wien 1872. (Digitalisat)
- Lehrbuch der Weltgeschichte. 6,1, Das achtzehnte Jahrhundert. 1. Hälfte: Rußland, Schweden, Polen, Preußen, die Türkei, Persien, Oestreich, Frankreich, Spanien, Korsika, England; die Literatur der Aufklärung. Braumüller, Wien 1876. (Digitalisat)
- Lehrbuch der Weltgeschichte. 6,2, Das achtzehnte Jahrhundert. 2. Hälfte: der östreichische Erbfolgekrieg, der siebenjährige Krieg, Nordamerika, Ostindien. Braumüller, Wien 1877. (Digitalisat)
- Lehrbuch der Weltgeschichte. 7,1, Einl. Das Zeitalter der aufgeklärten Selbstherrschaft. 1. Hälfte: Katharina II., Polen und seine erste Theilung, Kaiser Joseph II. und König Friedrich II., die Türkei und Griechenland, rußische Günstlinge ... Braumüller, Wien 1884.
- Lehrbuch der Weltgeschichte. 7,1.2. Das Zeitalter der aufgeklärten Selbstherrschaft, Hälfte 1.2. Braumüller, Wien 1884.
- Lehrbuch der Weltgeschichte. 7,2. Einl. Das Zeitalter der aufgeklärten Selbstherrschaft. 2. Hälfte: die Unruhen in Holland und die preußische Heerfahrt dahin, Friedrich Wilhelm II., der Fürstenbund und die Reichsreform, die Unruhen in Belgien, der Krieg der Russen und Oesterreicher gegen die Türken ... Braumüller, Wien 1884.
- Lehrbuch der Weltgeschichte. 7,3. Die französische Revolution, 1. Hälfte: Ursachen und Vorspiele, ihr Verlauf vom 4. Mai 1789 bis zum Ausbruch des Krieges 1792. Braumüller, Wien 1880.
- Lehrbuch der Weltgeschichte. 7,4. Die französische Revolution, 2. Hälfte: das Ministerium der Girondisten, Europa gegen die Revolution, der 20. Juni und 10. August 1792, der Umsturz des Thrones, der Krieg in der Champagne ... Braumüller, Wien 1883.
- Lehrbuch der Weltgeschichte. 8,1. Schreckenszeit der französischen Revolution, 1. Hälfte: die Folgen des Königsmordes: Bruch mit England, Parteikampf, Hungersnoth und Bankerott, Bürgerkrieg, Verwilderung, Napoleons Jugend, Feldzug in den Niederlanden und am Oberrhein 1793 ...Braumüller, Wien 1886.
- Lehrbuch der Weltgeschichte. 8,2. Schreckenszeit der französischen Revolution, 2. Hälfte. Styria, Graz 1887.
- Lehrbuch der Weltgeschichte. 9,1. Allgemeine Geschichte 1790 bis 1800, 1. Hälfte. Zweite und dritte Theilung Polens, Ende Katharina's II. und Anfänge Pauls I. Das Directorium. Die Kinder Ludwigs XVI. Der große Krieg 1795 bis 1797. Erzherzog Karl, General Bonaparte. Die holländische, cisalpinische, helvetische, römische und parthenopeische Republik. Der Friede vom Campo Formio und der Congreß zu Rastatt. Der Feldzug nach Ägypten. Die Raubsucht des Directoriums und die zweite Constitution. Bonaparte wird erster Consul. Styria, Graz 1889.
- Lehrbuch der Weltgeschichte. 9,2. Allgemeine Geschichte 1800 bis 1806: die neue Regierung, die vierte Verfassung, Der Feldzug von 1800, Neapel, Aegypten und Domingo, Das Concordat, Bonaparte erster Consul auf Lebenszeit, Bruch mit England, Das Kaiserthum, Die Krönung, Die dritte Coalition und der Krieg von 1805, Der Rheinbund. Bruch mit Preußen. Styria, Graz 1891.
- Lehrbuch der Weltgeschichte. 10,1. Allgemeine Geschichte 1806–1809: Jena und Auerstädt, ... der große Krieg von 1809. Braumüller, Graz 1894.
- Lehrbuch der Weltgeschichte. 11. Staatengeschichte Europas von 1700 bis 1744. Kunst und Wissenschaft. Styria, Graz 1898.